# Актея (роман)
«Акте́я» (фр. Acté) — роман французского писателя Александра Дюма, написанный в 1837 и впервые опубликованный в 1839 году. Хронологически продолжает «Исаака Лакедема», хотя написан задолго до него и представляет собой самостоятельное произведение. Действие происходит в 57—68 годах н. э. в Коринфе и Риме.

## Сюжет
В 57 году н. э. в греческом городе Коринфе 15-летняя гречанка Актея встречает 20-летнего римлянина Люциуса, который приехал в Грецию для участия в Олимпийских играх. У Актеи и Люциуса начинается любовная связь. Люциус побеждает в соревнованиях по борьбе, гонках на колесницах и пению. Люциус приглашает Актею на свой корабль, а затем увозит в Рим. В столице империи Актея узнаёт, что её возлюбленный на самом деле — император Нерон. Мать Нерона Агриппина рассказывает Актее, что Нерон ради участия в Олимпийских играх убил своего сводного брата Британника, что он живёт в пороке, и просит Актею повлиять на Нерона. Однако Актея отказывается — она больше не хочет встречаться со своим бывшим возлюбленным. Нерон убивает мать. Актея тем временем встречает апостола Петра, который прячет её среди христиан в римских катакомбах. Нерон бросает Петра в тюрьму, Актее удаётся встретиться с апостолом до его казни, и Пётр крестит её. Актея схвачена, её бросают на арену, где она должна быть растерзана дикими зверями, но в последний момент друг Петра спасает её. Тем временем Испания восстаёт против Нерона, восстание перекидывается на Рим. Нерон совершает самоубийство.

## Восприятие
Многие герои романа являются историческими реальными персонажами: Актея, Нерон, Агриппина, Апостол Пётр. При этом автор достаточно вольно обращается с исторической обстановкой, хотя в романе описываются многие реальные события. «Актея» не относится к наиболее известным произведениям Александра Дюма, но по мнению французского антиковеда и литературоведа Клода Азиза́, в нём уже видна рука будущего известного романиста. Азиза называет раннее сочинение Дюма «романтическим романом» и сравнивает его с произведениями мэтров этого жанра первой половины XIX века — такими, как Виктор Гюго. В книге присутствуют излюбленные черты исторических романов той эпохи: нежная и трогательная героиня, её безумная любовь к чудовищу, последующее искупление. Азиза также отмечает новшество романа: в отличие от романистов-предшественников, таких как Гюго и Вальтер Скотт, Дюма обращается не к излюбленному ими периоду Средних веков, а к гораздо более редко использовавшемуся в то время периоду Античности. По мнению исследователя, этот роман Дюма повлиял на последующих авторов, обратившихся вслед за ним к Античности. В частности, он отмечает влияние «Актеи» на романы «Антонина» Уилки Коллинза (1850) и «Фабиола» Николаса Уайзмена (1854).